# Sicherheitsoffizier (Seefahrt)
Der Sicherheitsoffizier ist der vom Reeder bestellte Offizier auf einem Schiff, der für die Sicherheit an Bord eines Seeschiffes verantwortlich ist. Er hat dafür zu sorgen, dass alle sicherheitsrelevanten Geräte (Rettungsboot, Rettungsring, EPIRB etc.) ordnungsgemäß gewartet und einsatzfähig sind. Zudem plant er mit dem Kapitän und dem Leitenden Ingenieur die Sicherheitsübungen (engl. Safety Drill) und führt sie aus.
Auf Handelsschiffen ist der Sicherheitsoffizier normalerweise der Dritte oder Vierte Nautische Offizier. Auf großen Passagierschiffen wird für die Sicherheitsausrüstung häufig ein eigener Offiziersrang eingestellt.